# 珍珠矮
珍珠矮（学名：Cymbidium nanulum）为兰科兰属下的一个种。

## 扩展阅读
- 維基物種上的相關：珍珠矮